# Enric de Battenberg
Enric de Battenberg, príncep de Battenberg (Milà, 1858 - Costes africanes, 1895). Príncep de Battenberg, pertanyent a la casa gran ducal de Hessen-Darmstadt, es casà amb la princesa Beatriu del Regne Unit. Descendents seus són Victòria Eugènia de Battenberg, consort d’Espanya, el rei Joan Carles I d'Espanya i el comte italià Alessandro Lecquio.
Nascut a Milà el 5 d'octubre de 1858 essent fill del príncep Alexandre de Hessen-Darmstadt i de la comtessa polonesa Júlia von Hauke. Pertanyia a una de les branques més desafavorides i malvistes de la reialesa, la dels Battenberg, per ser una línia molt secundària d'un territori (Hessen-Darmstadt) ja secundari i pel fet que el seu origen es trobava en un matrimoni morganàtic (entre diferents).
Va rebre una educació orientada vers el món militar. Els contactes amb altres cases reials foren importants, molts aconseguits a través de la casa gran ducal de Hessen. Lluís de Battenberg, germà gran d'Enric, es casà amb la princesa Victòria de Hessen-Darmstadt.
L'any 1884 Enric es compromet amb la princesa Beatriu i es casen l'any 1885 a l'Illa de Wight. La reina Victòria I del Regne Unit hi accedeix a canvi que la jove parella romangui al seu costat, com a contrapartida investeix al seu gendre amb el grau d'Altesa Reial. La parella tingué quatre fills:
- Alexandre de Battenberg, nat a l'Illa de Wight l'any 1886 i mort a Londres el 1961. Es casà amb lady Irene Denison.

- Victòria Eugènia de Battenberg, nascuda a Balmoral Escòcia el 1887 i morta a Lausana el 1969. Es casà l'any 1905 amb el rei Alfons XIII d'Espanya.

- Leopold de Battenberg nat a l'illa de Wight el 1889 i mort en un accident automobilístic a França l'any 1922.

- Maurici de Battenberg nat a l'illa de Wight el 1891 i mort en acció durant la Primera Guerra Mundial el 1914.

L'any 1895 el príncep contragué malària en participar en la guerra Ashanti que les tropes angleses desenvolupaven a l'Àfrica. El jove Battenberg morí l'any 1896 i resta enterrat a l'illa de Wight.